# Pedro Mejías
Pedro Jesús Mejías Rodríguez (18 de diciembre de 1991), es un luchador venezolano de lucha libre. Compitió en tres Campeonatos Mundiales, logró la 14.ª posición en 2014. Consiguió una medalla de bronce en los Juegos Panamericanos de 2015. Logró la medalla de oro en los Juegos Centroamericanos y del Caribe de 2014, Juegos Suramericanos de 2014 y Juegos Bolivarianos de 2013. Dos veces subió al podio del Campeonato Panamericano.  